# Dynata dynata
Dynata dynata (Δυνατα δυνατα in greco) è un singolo degli Antique estratto dall'album Mera me tī mera e pubblicato l'11 novembre 1999 su etichette discografiche Bonnier Music e Virgin Schallplatten. La canzone in origine era cantata da Eleftheria Arvanitaki.

## Classifiche
| Classifica (1999-2000) | Posizione massima |
| ---------------------- | ----------------- |
| Estonia                | 14                |
| Norvegia               | 19                |
| Svezia                 | 8                 |